# Рендвілл (Огайо)
Рендвілл (англ. Rendville) — селище (англ. village) в США, в окрузі Перрі штату Огайо. Населення — 28 осіб (2020).

## Географія
Рендвілл розташований за координатами 39°37′24″ пн. ш. 82°5′21″ зх. д. / 39.62333° пн. ш. 82.08917° зх. д. (39.623198, -82.089263).  За даними Бюро перепису населення США в 2010 році селище мало площу 0,81 км², з яких 0,81 км² — суходіл та 0,00 км² — водойми.

## Демографія
Згідно з переписом 2010 року, у селищі мешкало 36 осіб у 18 домогосподарствах у складі 11 родини. Густота населення становила 44 особи/км².  Було 28 помешкань (35/км²).
Расовий склад населення:
| - 80,6 % — білих - 8,3 % — чорних або афроамериканців |

До двох чи більше рас належало 11,1 %. Частка іспаномовних становила 0,0 % від усіх жителів.
За віковим діапазоном населення розподілялося таким чином: 11,1 % — особи молодші 18 років, 61,1 % — особи у віці 18—64 років, 27,8 % — особи у віці 65 років та старші. Медіана віку мешканця становила 54,5 року. На 100 осіб жіночої статі у селищі припадало 80,0 чоловіків;  на 100 жінок у віці від 18 років та старших — 77,8 чоловіків також старших 18 років.
За межею бідності перебувало 6,3 % осіб, у тому числі 0,0 % дітей у віці до 18 років та 33,3 % осіб у віці 65 років та старших.
Цивільне працевлаштоване населення становило 9 осіб. Основні галузі зайнятості: роздрібна торгівля — 55,6 %, транспорт — 11,1 %, освіта, охорона здоров'я та соціальна допомога — 11,1 %.